# Владушич, Бранко
Бранко Владушич (сербохорв. Branko Vladušić / Бранко Владушић; 1 апреля 1917 — 5 марта 1942) — югославский хорватский партизан и полицейский, участник Народно-освободительной войны, Народный герой Югославии.

## Биография
Родился 1 апреля 1917 в селе Зрманя близ Грачаца в семье Йованки и Джурдже Владушевичей (у него было пять братьев и сестёр). Окончив школу, был призван в Королевскую армию Югославии, а через год поступил на службу в полицию. В апреле 1941 года был призван в армию снова и участвовал в боях против немецких войск. После установления власти усташей скрылся в подполье, призывая к вооружённой борьбе. 27 июля 1941 вступил в 10-й партизанский отряд Милойка Чука. 28 июля с отрядом захватил оружейный склад в Зрмане, а в конце дня совместно с братом Душаном прибыл на железнодорожную станцию, где захватил в плен четырёх усташей.
После освобождения Зрмани участвовал в борьбе против хорватских фашистов за Грачац. После прорыва итальянцев в Грачац Бранко отступил со своим отрядом в Зрманю. С начала октября 1941 года участвовал в боях против усташей, прорывавшись через Дони-Лапац. Владушич с группой из Зрмане 23 ноября 1941 вступил во 2-ю роту батальона имени Марко Орешковича, в составе которой участвовал в нападении на Плитвице 25 декабря 1941, а затем в боях в Гацкой долине и в кровопролитных сражениях около Кореницы (конец 1941 — начало 1942). В битве на Шияновом-Кланце командовал группой бойцов, с которой отражал атаки итальянцев: лично убил трёх солдат и одного офицера, а также захватил пулемёт и пистолет. Точно так же Бранко проявил себя и в боях с итальянскими войсками на дороге Турьянско-Радовый Кланец, и в сражениях с усташами в Рамлянах и Чанаке, и в осаде Кореницы.
После сражения за Дони-Лапац 28 февраля 1942 Бранко получил звание капрала. Совместно с Мичаном Продановичем и Неманьей Марчетичем он в том бою штурмовал церковный двор и здание ратуши. Все трое прятались за снежными сугробами и обстреливали итальянский бункер. Первый штурм не удался, и все трое оказались в безвыходной ситуации, однако к ночи они успели выбить итальянцев из бункера.
В ночь с 4 на 5 марта 1942 Бранко во главе своей десятки бойцов с пулемётом напал на город Срб. Первый штурм снова провалился, и на следующий день его войска отступили в село Цигановичи, которое окружили итальянцы. Бранко с пулемётами занял позицию в доме и открыл огонь по итальянцам. Более трёх часов шёл неравный бой, и в этом бою Бранко погиб.

## Память
- В мае 1942 года во время призыва добровольцев из Зрмани новый батальон получил имя Бранко Владушича в присутствии жителей города и солдат батальона имени Марко Орешковича.
- Звание Народного героя Югославии Бранко получил посмертно 27 ноября 1953 по указу Иосипа Броза Тито.